# Melide (Galicien)
Melide (galicisch und offiziell; kastilisch Mellid) ist ein Ort in der spanischen Region Galicien. Er befindet sich am Jakobsweg in der Provinz A Coruña und ist das geografische Zentrum Galiciens. Der Camino Primitivo mündet in Melide in den Camino Francés.
Bei vielen Jakobspilgern ist der Ort wegen einer volkstümlichen Gaststätte berühmt, der Pulpería Ezequiel. Hauptgericht ist dort Pulpo á feira, den man zusammen mit Brot und Federweißem zu sich nimmt.

## Bevölkerungsentwicklung der Gemeinde
Legende: Mellid___Melide

Quelle: INE-Archiv – grafische Aufarbeitung für Wikipedia

## Gemeindegliederung
Die Gemeinde Melide ist in 26 Parroquias gegliedert:
| Parroquias            | Patrozinium    | Einwohner 2024 | Fläche km² | Dichte Einw./km² | Höhe msnm | Ortskennzahl |
| --------------------- | -------------- | -------------- | ---------- | ---------------- | --------- | ------------ |
| Abeancos              | San Salvador   | 153            | 6,02       | 25               | 0         | 15046020000  |
| Os Ánxeles            | Santa María    | 553            | 3,29       | 168              | 462       | 15046040000  |
| Baltar                | Santiago       | 53             | 3,28       | 16               | 427       | 15046050000  |
| O Barreiro            | San Mamede     | 111            | 2,48       | 45               | 433       | 15046060000  |
| Campos                | Santa María    | 92             | 3,91       | 24               | 426       | 15046070000  |
| Castro                | San Tomé       | 49             | 1,11       | 44               | 557       | 15046080000  |
| Folladela             | San Pedro      | 91             | 5,95       | 15               | 476       | 15046090000  |
| Furelos               | San Xoán       | 192            | 7,57       | 25               | 415       | 15046100000  |
| Golán                 | San Xoán       | 46             | 4,42       | 10               | 393       | 15046110000  |
| Gondollín             | San Martiño    | 69             | 4,30       | 16               | 469       | 15046120000  |
| Grobas                | Santa María    | 33             | 3,50       | 9                | 472       | 15046130000  |
| O Leboreiro           | Santa María    | 63             | 3,99       | 16               | 449       | 15046150000  |
| Maceda                | San Pedro      | 124            | 7,68       | 16               | 483       | 15046160000  |
| O Meire               | San Pedro      | 34             | 4,46       | 8                | 496       | 15046170000  |
| Melide                | San Pedro      | 4.745          | 3,92       | 1.210            | 453       | 15046180000  |
| Moldes                | San Martiño    | 66             | 3,24       | 20               | 431       | 15046200000  |
| Orois                 | Santa Cristina | 40             | 3,54       | 11               | 473       | 15046210000  |
| Pedrouzos             | Santa Mariña   | 40             | 3,72       | 11               | 580       | 15046220000  |
| San Cibrao            | San Xoán       | 363            | 3,27       | 111              | 467       | 15046230000  |
| San Cosme de Abeancos | San Cosme      | 98             | 2,53       | 39               | 0         | 15046010000  |
| Santa María de Melide | Santa María    | 191            | 2,46       | 78               | 422       | 15046190000  |
| Santalla de Agrón     | Santalla       | 62             | 2,50       | 25               | 444       | 15046030000  |
| As Varelas            | San Martiño    | 89             | 3,39       | 26               | 379       | 15046240000  |
| Vitiriz               | San Vicente    | 33             | 1,61       | 20               | 424       | 15046250000  |
| Xubial                | Santiago       | 57             | 4,17       | 14               | 514       | 15046140000  |
| Zas de Rei            | San Xiao       | 106            | 5,06       | 21               | 477       | 15046260000  |

## Wirtschaft
| Ackerbau, Viehzucht und Fischerei                                                  | 0325  | 010,35 |
| Industrie                                                                          | 0354  | 011,27 |
| Bauwirtschaft                                                                      | 0312  | 09,93  |
| Dienstleistungsbetriebe                                                            | 2.150 | 068,45 |
| Total                                                                              | 3.141 | 100,00 |
| * Daten aus dem Statistischen Amt für Wirtschaftliche Entwicklung in Galicien, IGE |       |        |

Bilder aus Melide
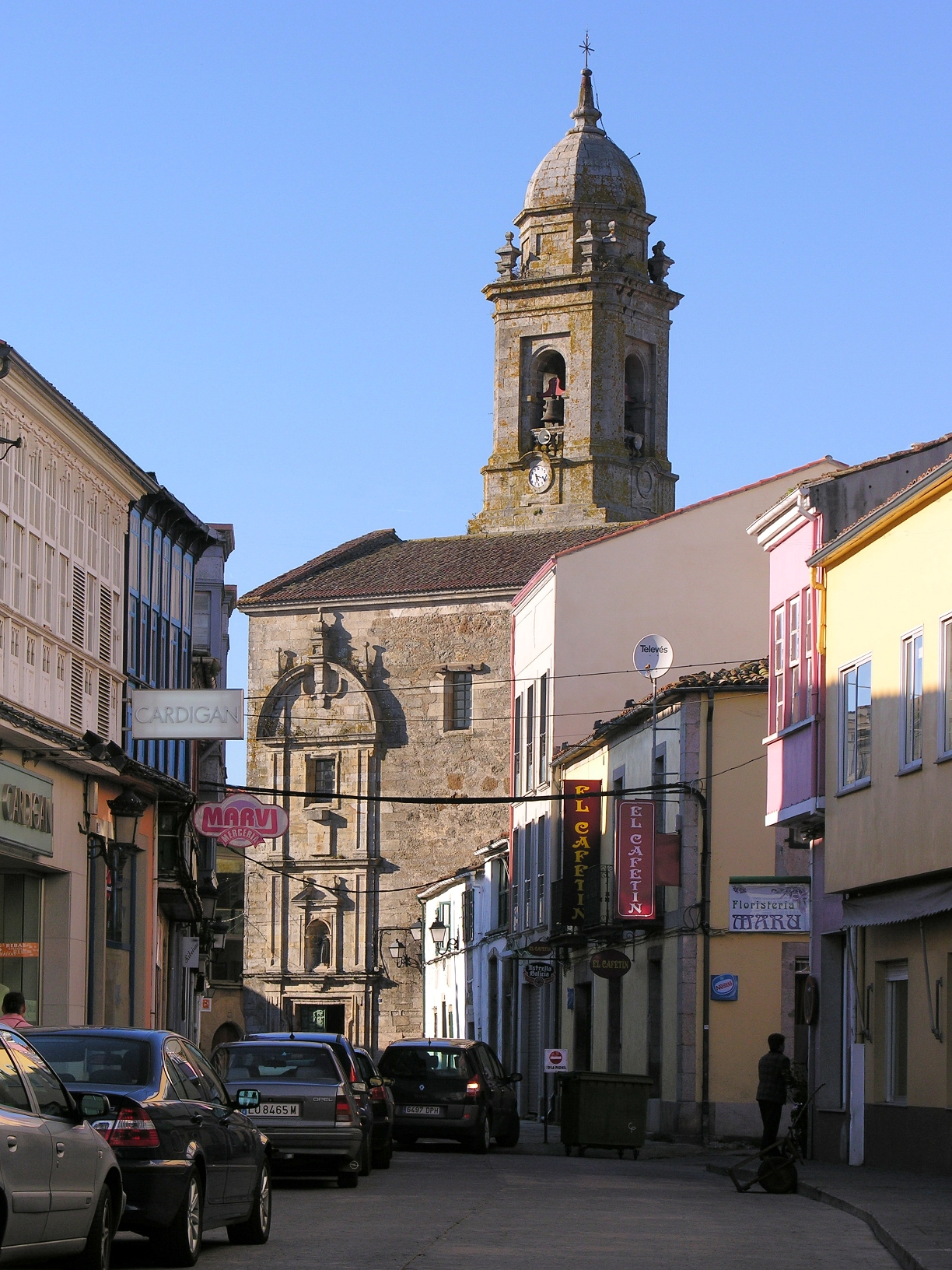
Melide
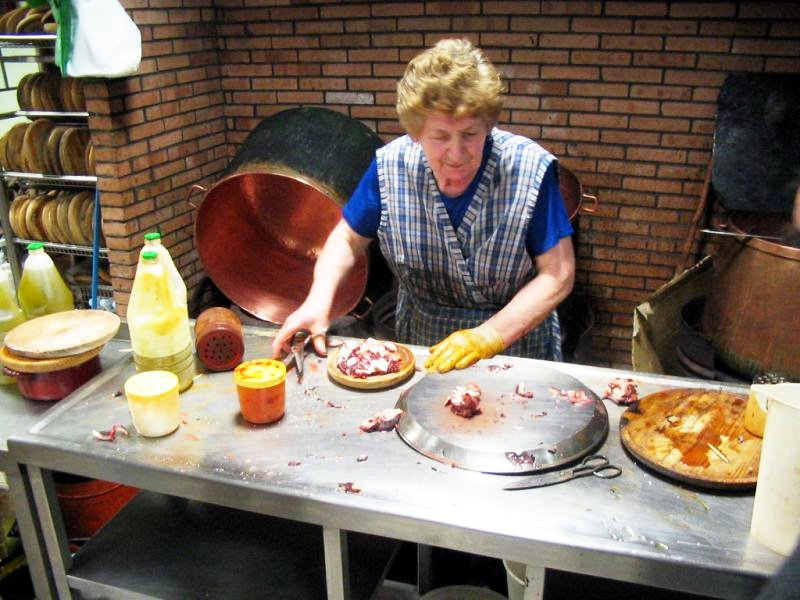
Pulperia Ezequiel: Zubereitung des Pulpo
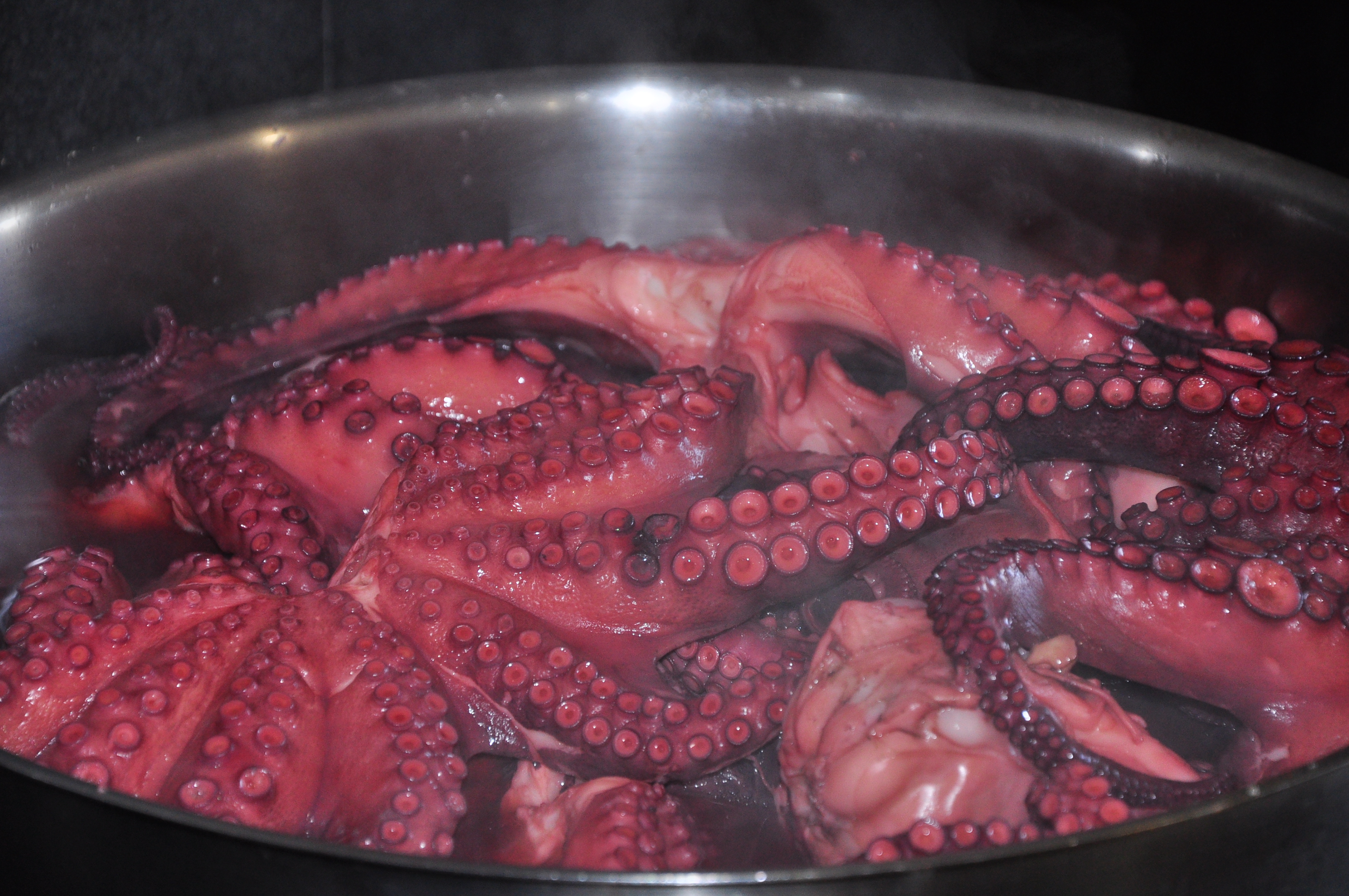
Pulperia Ezequiel: Zubereitung des Pulpo
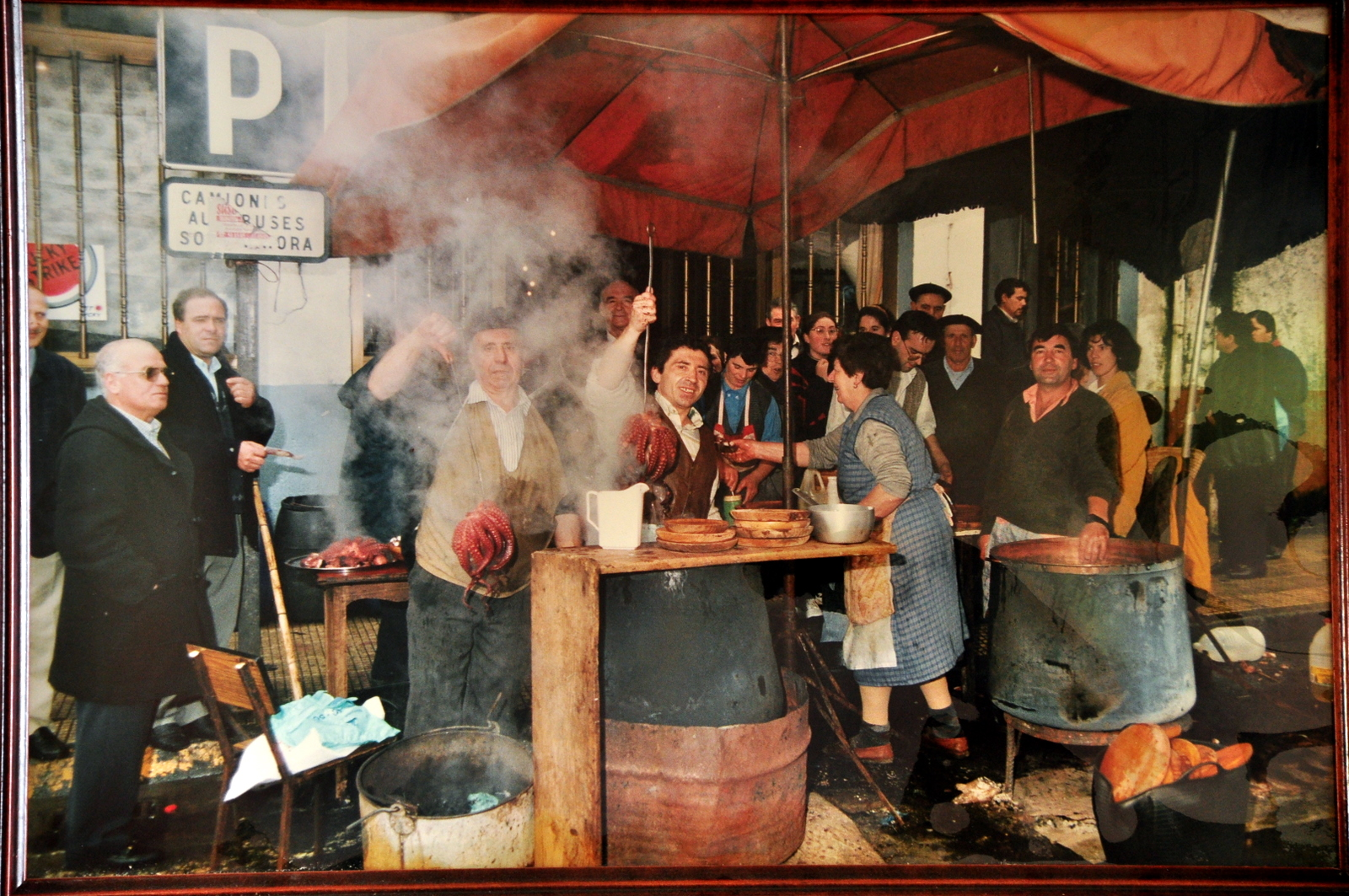
Pulperia Ezequiel, ein historisches Bild in der Pulperia
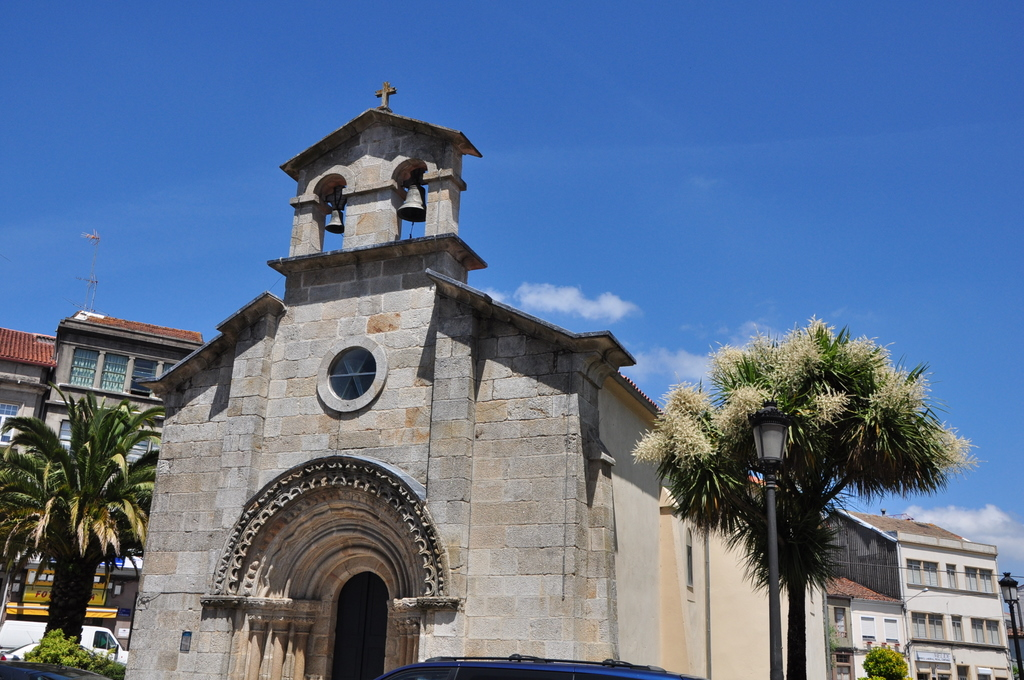
Kirche Melide
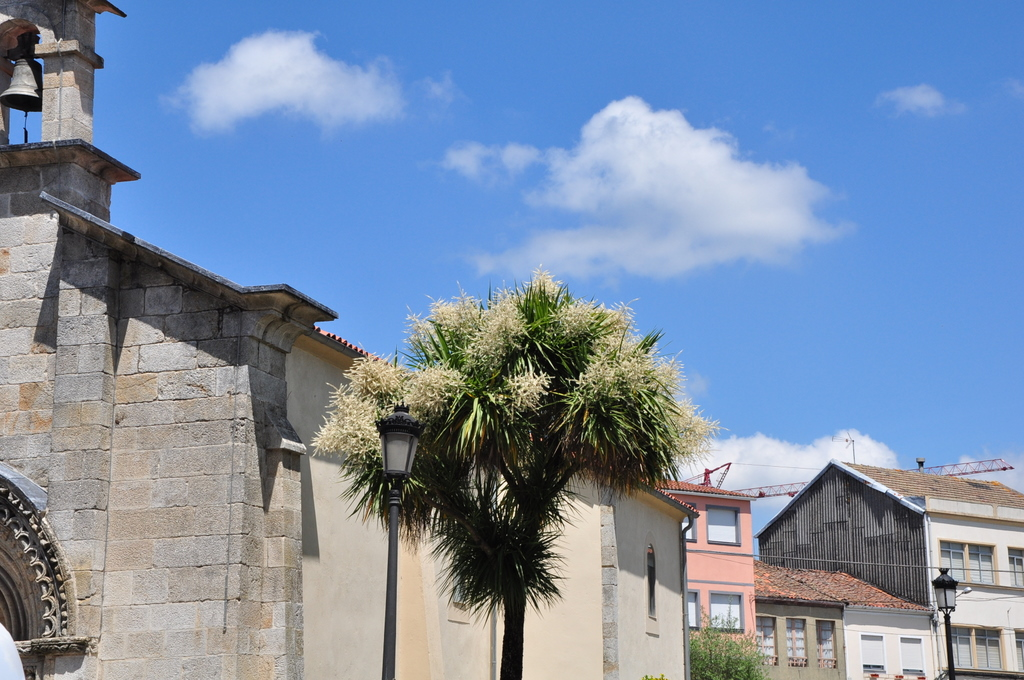
Kirche Melide